# هربرت رودريغيز
هربرت رودريغيز (بالإسبانية: Herbert Rodríguez)‏ هو منافس ألعاب قوى سلفادوري، ولد في 15 ديسمبر 1967 في السلفادور.

## وصلات خارجية
- هربرت رودريغيز على موقع الاتحاد الدولي لألعاب القوى (الإنجليزية)
- هربرت رودريغيز على موقع أوليمبيديا (الإنجليزية)